# Romokalisari
Romokalisari is een bestuurslaag in het regentschap Soerabaja van de provincie Oost-Java, Indonesië. Romokalisari telt 2035 inwoners (volkstelling 2010).